# Locomotora GAIA
La empresa Fiat Ferroviaria había producido 80 motores diésel para el proyecto de construcción en serie de las Locomotoras Justicialistas. Este proyecto se vio frustrado por el golpe militar del año 1955 en Argentina, lo que produjo que estos motores quedaran sin destino cierto.
Fue así como la empresa estatal ferroviaria EFEA contrató un consorcio conformado por empresas italianas y argentinas para la construcción de 280 locomotoras diésel-eléctricas para darle un uso a estos motores, estableciendo que un alto porcentaje de sus componentes fuera fabricado en el país. Así, se creó GAIA: Gruppo Aziende Italiane e Argentine (en italiano: Grupo de Empresas Italiano-Argentinas).

## Series

### 1.er. Grupo de GAIA
Las primeras ochenta unidades provienen de Italia, siendo tres subseries de 27, 27 y 26, todas locomotoras de 1332 HP, identificadas a partir de la 6201. Estas unidades arribaron sin motores diésel, los que serían colocados en Cometarsa, Campana, en la etapa de terminación.
Vale la mención de que los ochenta motores italianos no fueron montados en ellas -como erróneamente se supone-, sino en las fabricadas en Argentina entre 1963 y 1970 y ensambladas en Cometarsa (10 unidades del Mitre, 18 del Sarmiento, últimas del Mitre, 20 del Roca, y en restantes unidades de 1036 HP repartidas al finalizar la fabricación, derivadas al San Martín).
Estas 80 locomotoras italianas comparten la fabricación a partir de la unidad N.º 6238, donde comienzan a entregarse las primeras unidades correspondientes a la serie 6281-6340, también de 1332 HP.
Luego, por 1966, se entregan las últimas 13 GAIA de 1332 HP (6278-6280 y 6341-6350), compartiendo la producción con las primeras GAIA Chicas, o de 1036 HP.
Como característica de vida, algunas de ellas fueron renumeradas -cambio de número identificatorio del ferrocarril-, debido al temprano retiro de servicio de muchas unidades como consecuencia del escaso mantenimiento recibido.
Otras pocas, en cambio, recibieron motores de diferente procedencia. En primer lugar doce unidades con motores del tipo 230 de 8 cilindros en V.
Pocos años después, ALCo 251-B, provenientes de unidades RSD-16.

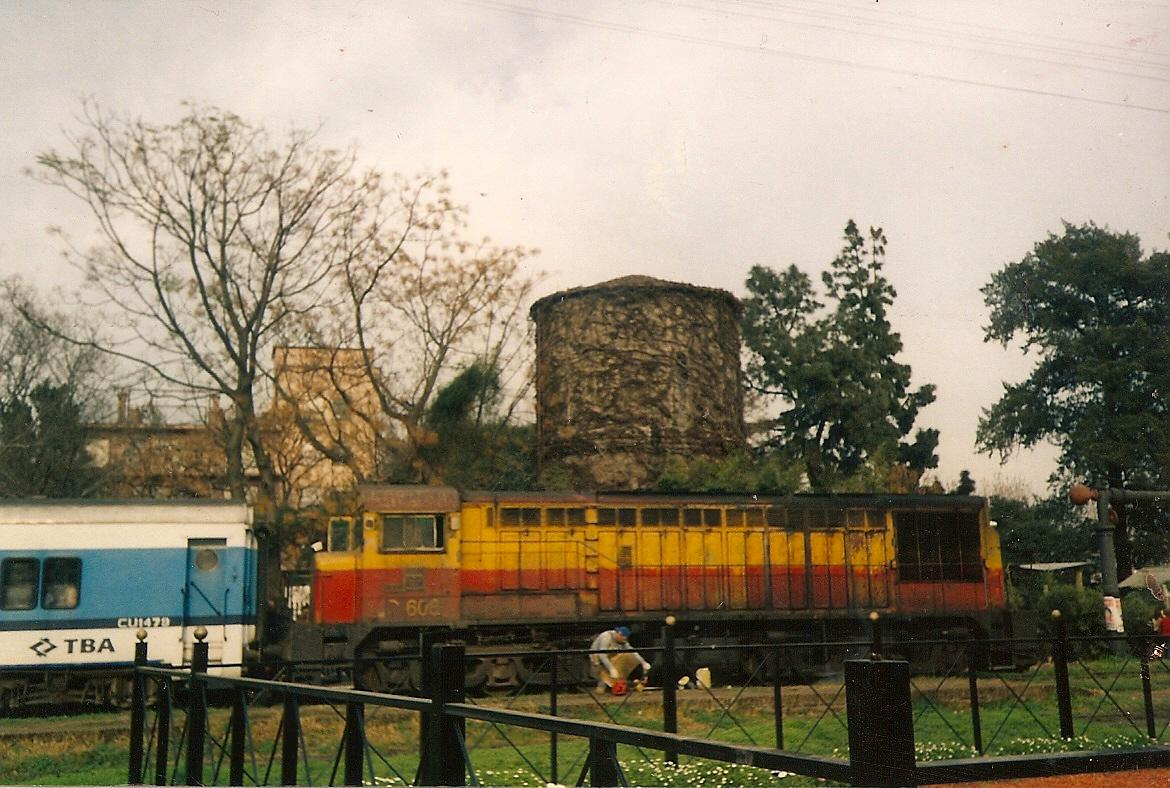
Locomotora GAIA remolcando trenes de pasajeros.

### 2.º. Grupo de GAIA
Las ciento treinta GAIA Chicas fueron ensambladas con motores fabricados en Italia y en Argentina. Su producción tuvo lugar entre 1963 y 1970 -interrumpida en 1968 por deficiencias encontradas en los motores italianos a instalar-, dando locomotoras a los ferrocarriles Mitre, Sarmiento, Roca y San Martín.
De estas solamente 3 son Italianas (dos de ellas con motores Italianos; son la excepción del parque), mientras que las 127 restantes son completamente argentinas.
Algunas locomotoras del San Martín fueron equipadas con motores ALCo 251-B en Talleres Junin, tratándose de las unidades 5272, 5284, 5286, 5287 y 5289.

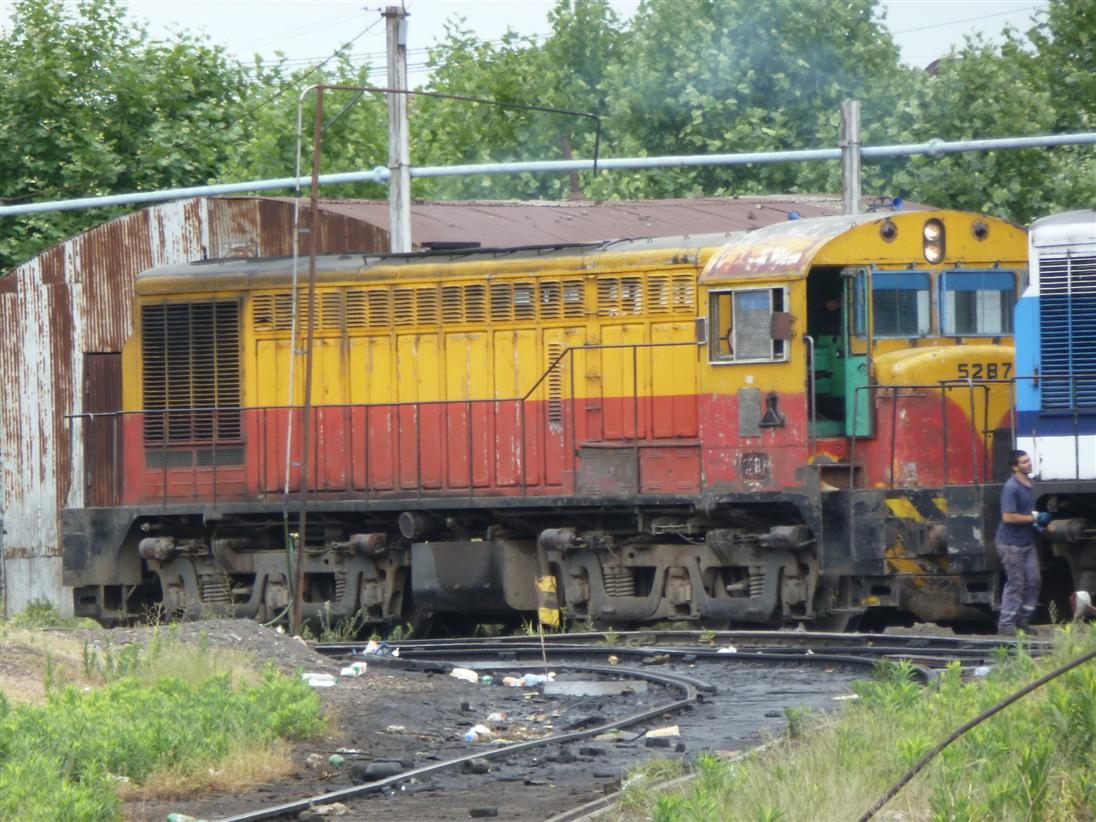
Locomotora 5287 bajo mantenimiento en Talleres Victoria, Pcia. Bs. As.